# Yevgeny Viktorovich Prigozhin

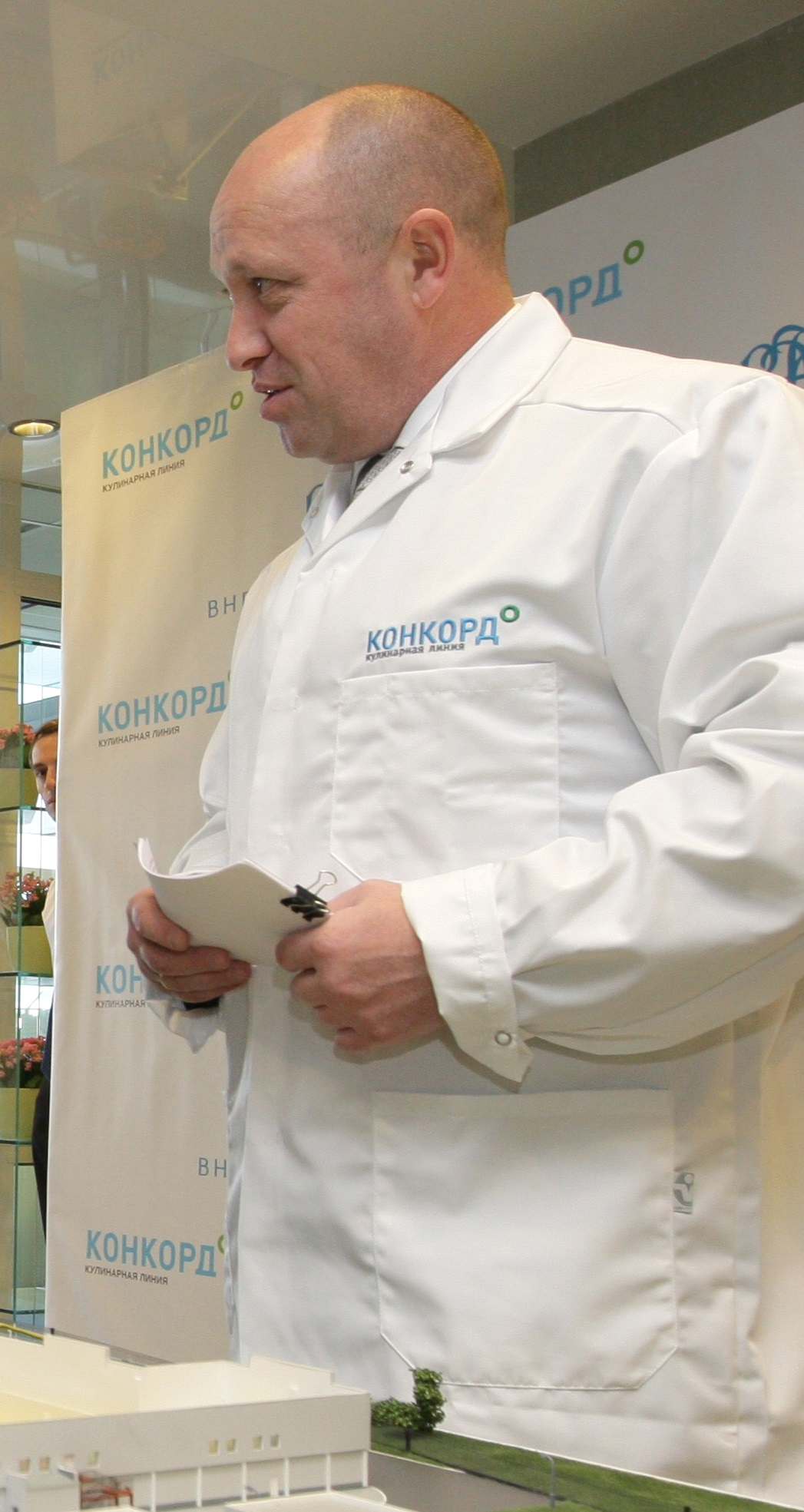
Yevgeny Prigozhin

Yevgeny Viktorovich Prigozhin (tiếng Nga: Евгений Викторович Пригожин; 1 tháng 6 năm 1961 – 23 tháng 8 năm 2023) là một nhà Tài phiệt Nga, cố chỉ huy tập đoàn quân sự Wagner. Ông Prigozhin đôi khi được gọi là "đầu bếp của Putin" vì ông đã từng sở hữu các nhà hàng và công ty cung cấp dịch vụ ăn uống cho Điện Kremlin. Từng là một tù binh chiến tranh trong thời kỳ Liên Xô nhưng Prigozhin hiện đã kiểm soát một mạng lưới các công ty có ảnh hưởng bao gồm một công ty lính đánh thuê do nhà nước Nga hậu thuẫn là Tập đoàn Wagner và ba công ty vốn đã bị cáo buộc can thiệp vào cuộc bầu cử năm 2016 và bầu cử năm 2018 của Hoa Kỳ. Theo một cuộc điều tra năm 2022 của các hãng thông tấn phương Tây là Bellingcat, The Insider và Der Spiegel thì các hoạt động của trùm Prigozhin "được phối kết hợp chặt chẽ với Bộ Quốc phòng Nga và cơ quan tình báo GRU".
Sau nhiều năm phủ nhận mối liên hệ của mình với Wagner, cuối cùng ông đã thừa nhận rằng mình chính là người sáng lập tổ chức đánh thuê khét tiếng này vào ngày 26 tháng 9 năm 2022. Ông ấy thú nhận rằng đã thành lập lực lượng này vào tháng 5 năm 2014, để hỗ trợ các lực lượng Nga trong cuộc chiến ở Donbass. Việc thừa nhận này được đăng tải trên một video lan truyền trong đó Prigozhin xuất hiện trong một nhà tù Mari El đang chiêu mộ các tù nhân, hứa hẹn trả tự do cho họ nếu họ phục vụ sáu tháng trong Tập đoàn Wagner. Trùm Prigozhin, các công ty và cộng sự của ông ấy từng phải đối mặt với các biện pháp trừng phạt kinh tế và cáo buộc hình sự ở Hoa Kỳ và ở Vương quốc Anh, ông này vẫn là người phải chịu các lệnh trừng phạt. FBI đã ra quyết định treo thưởng 250.000 đô la cho những ai cung cấp được thông tin liên quan đến Prigozhin để phục vụ cho việc bắt giữ ông. Tuy nhiên, về sau Hoa Kỳ và Vương quốc Anh đã dỡ bỏ các lệnh trừng phạt nhắm vào Prigozhin sau khi biết tin ông này "có xảy ra mâu thuẫn với giới lãnh đạo Nga".
Prigozhin công khai chỉ trích Bộ Quốc phòng Nga tham nhũng và yếu kém trong cuộc chiến chống Ukraina. Vào ngày 23 tháng 6 năm 2023, Prigozhin chính thức phát động cuộc nổi dậy chống lại giới lãnh đạo quân sự Nga và sau đó cùng ngày, Prigozhin đã tuyên bố rằng lực lượng Wagner của ông đã chiếm được Rostov-on-Don trước khi có ý định tấn công Moskva. Sau khi nhận được tin trên, giới lãnh đạo  Nga đã ra lệnh khởi tố, bắt tạm giam Prigozhin; Các cuộc đàm phán dẫn đến cuộc nổi loạn dừng lại vào ngày hôm sau. Prigozhin đồng ý chuyển đến Belarus và các cáo buộc hình sự đối với ông vì tội nổi loạn đã được bãi bỏ. Cáo buộc binh biến đối với Wagner sẽ được đình chỉ nếu họ đồng ý ký hợp đồng với Bộ Quốc phòng Nga hoặc chuyển đến Belarus.

## Thời trẻ
Prigozhin sinh ra và lớn lên ở Leningrad (nay là Saint Petersburg) ở Liên Xô vào ngày 1 tháng 6 năm 1961, Mẹ của cậu, Violetta Kirovna Prigozhina, là y tá bệnh viện. Cha của cậu, Viktor Yevgenyevich Prigozhin, là một kỹ sư khai thác mỏ, qua đời khi Yevgeny mới 9 tuổi. Ông nội của cậu, Yevgeny Ilyich Prigozhin, là đại úy trong Hồng quân trong thế chiến II, được trao Cờ đỏ sau khi chiến đấu trong trận Rzhev.  Bố cậu mất sớm nên mẹ của cậu phải làm việc tại một bệnh viện địa phương để nuôi cậu và bà ngoại ốm yếu. Cha và cha dượng của cậu là người gốc Do Thái.
Cha dượng của cậu, Samuyil Fridmanovich Zharkoy, là một huấn luyện viên trượt tuyết và đã giới thiệu Prigozhin với trượt tuyết băng đồng. Mong muốn trở thành vận động viên trượt tuyết chuyên nghiệp, cậu tốt nghiệp trường nội trú thể thao Leningrad số 62 năm 1977. Tuy nhiên, cậu đã từ bỏ sự nghiệp thể thao của mình sau một chấn thương. Sau đó, cậu làm huấn luyện viên thể dục tại một trường thể thao dành cho trẻ em..

### Tiền án tiền sự
Vào tháng 11 năm 1979, Prigozhin, 18 tuổi, bị kết án 2,5 năm tù treo vì tội trộm cắp vặt, Ông thụ án khi làm việc tại một nhà máy hóa chất. Hai năm sau, vào năm 1981, Ông lại bị bắt quả tang đang ăn cắp và bị kết án 12 năm tù vì tội cướp, lừa đảo và lôi kéo thanh thiếu niên phạm tội. Ông và một số đồng phạm bị kết tội cướp căn hộ ở những khu dân cư cao cấp. Ông được ân xá vào năm 1988, và được trả tự do vào năm 1990. Tổng cộng, ông đã trải qua chín năm bị giam giữ.

## Cái chết
Vào ngày 23 tháng 8 năm 2023, Cơ quan Vận tải Hàng không Liên bang Nga đã công bố tên của tất cả hành khách và thành viên phi hành đoàn trên chiếc máy bay Embraer bị rơi ở vùng Tver, trong số đó có Evgeny Prigozhin và Dmitry Utkin, những nhà lãnh đạo hàng đầu của tập đoàn quân sự tư nhân Wagner. Prigozhin được cho là đã chết, mặc dù vẫn chưa được xác thực hoàn toàn và vẫn còn nhiều nghi vấn xoay quanh vấn đề này.
Bộ Tình trạng Khẩn cấp Nga cũng xác nhận, chiếc máy bay hạng thương gia Embraer Legacy 600, được cho là thuộc sở hữu của ông Prigozhin, dự kiến bay từ Moscow đến St Petersburg. Nguyên nhân dẫn tới vụ tai nạn chưa được xác định.
Hiện tại trước trụ sở Wagner ở thành phố St. Petersburg đã có các hoạt động tưởng niệm như người dân đặt hoa và đốt nên cho ông Prigozhin. Ủy ban Điều tra Nga đã mở cuộc điều tra nguyên nhân và khởi tố "vụ án hình sự" tai nạn máy bay. Cơ quan vận tải hàng không liên bang Nga (Rosaviatsiya) đã lập một uỷ ban đặc biệt tới hiện trường tai nạn điều tra nguyên nhân.